# Thalassoma

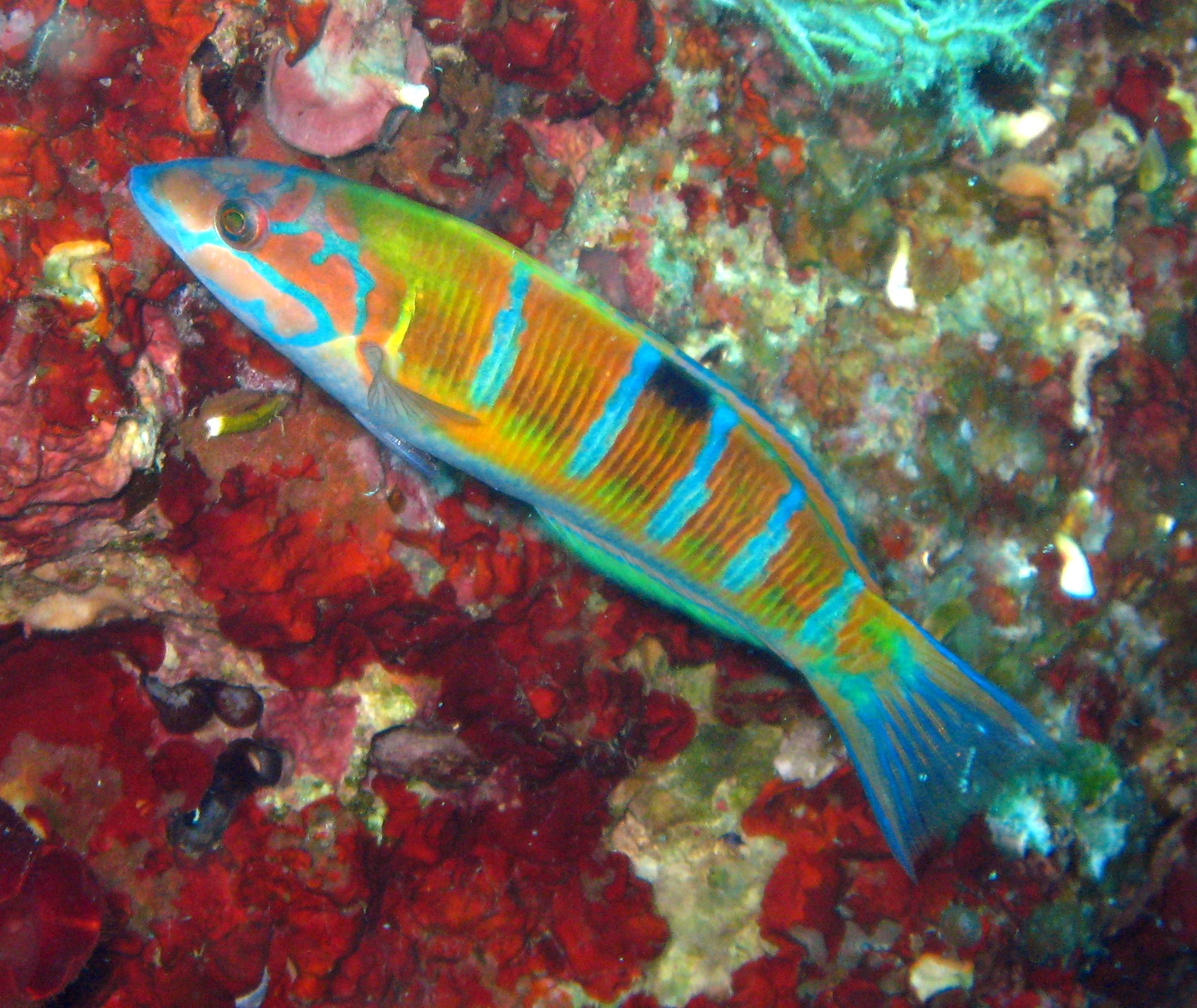
Femella de Thalassoma pavo

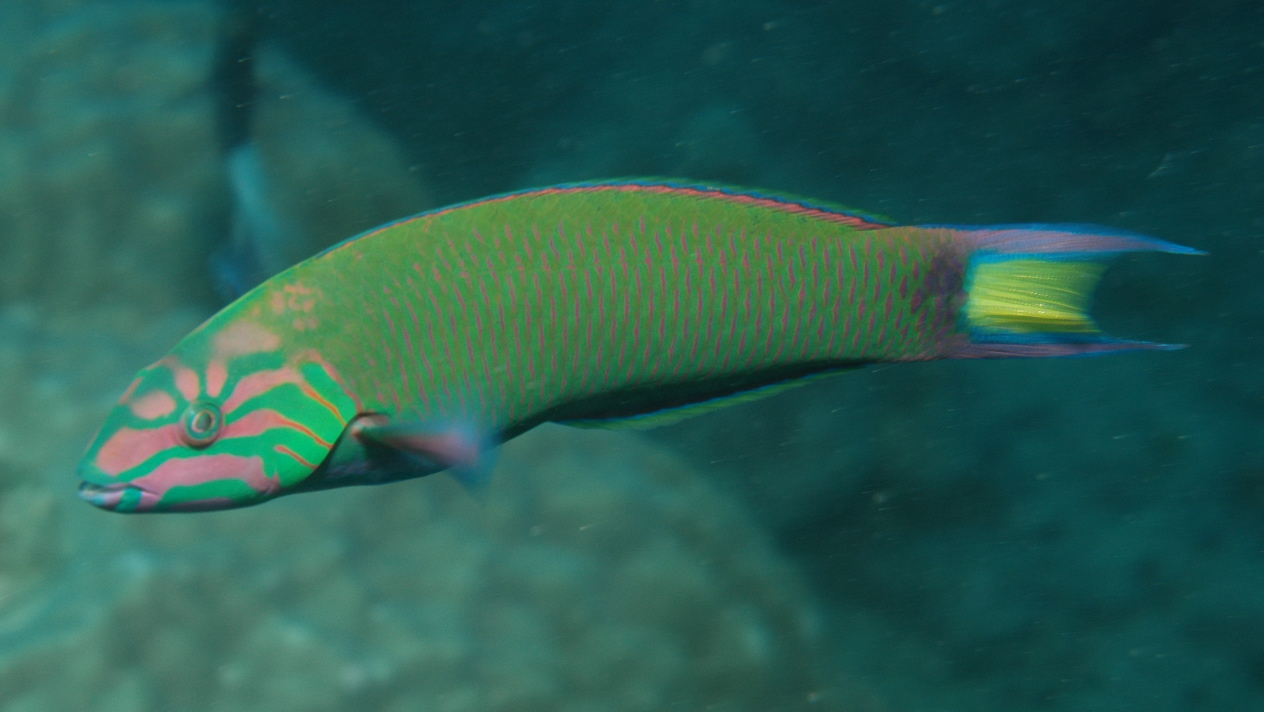
Thalassoma lunare

Thalassoma és un gènere de peixos de la família dels làbrids i de l'ordre dels perciformes.

## Taxonomia
- Thalassoma amblycephalum (Bleeker, 1856)
- Thalassoma ascensionis (Quoy i Gaimard, 1834)
- Thalassoma ballieui (Vaillant & Sauvage, 1875)
- Thalassoma bifasciatum (Bloch, 1791)
- Thalassoma cupido (Temminck i Schlegel, 1845)
- Thalassoma duperrey (Quoy i Gaimard, 1824)
- Thalassoma genivittatum (Valenciennes, 1839)
- Thalassoma grammaticum (Gilbert, 1890)
- Thalassoma hardwicke (Bennett, 1830)
- Thalassoma hebraicum (Lacépède, 1801)
- Thalassoma heiseri (Randall & Edwards, 1984)
- Thalassoma jansenii (Bleeker, 1856)
- Thalassoma loxum (Randall & Mee, 1994)
- Thalassoma lucasanum (Gill, 1862)
- Thalassoma lunare (Linnaeus, 1758)
- Thalassoma lutescens (Lay & Bennett, 1839)
- Thalassoma newtoni (Osório, 1891)
- Thalassoma noronhanum (Boulenger, 1890)
- Thalassoma pavo (Linnaeus, 1758)
- Thalassoma purpureum (Forsskål, 1775)
- Thalassoma quinquevittatum (Lay & Bennett, 1839)
- Thalassoma robertsoni (Allen, 1995)
- Thalassoma rueppellii (Klunzinger, 1871)
- Thalassoma sanctaehelenae (Valenciennes, 1839)
- Thalassoma septemfasciata (Scott, 1959)
- Thalassoma trilobatum (Lacépède, 1801)
- Thalassoma virens (Gilbert, 1890)[2][3][4][5]